# Zeche Weselbank
Die Zeche Weselbank in Witten-Hardenstein ist ein ehemaliges Steinkohlenbergwerk. Das Bergwerk war auch unter den Namen Zeche Wesselbank, Zeche Weselbanck, Zeche Weeselbanck, Zeche Wechselbanck und Zeche Weselerbank bekannt. Das Bergwerk befand sich westlich der heutigen Muttentalstraße.

## Geschichte

### Die Anfänge
Um das Jahr 1739 war ein Teil der Abbaurechte in der Hand von Johann Mittelste Berghaus. Im Jahr 1739 war das Bergwerk bereits in Betrieb. Am 8. Oktober desselben Jahres wurde das Bergwerk vermessen. Vermessen wurde ein Feld bestehend aus einer Fundgrube und sechs Maaßen. In den Jahren 1754 bis 1755 wurde das Bergwerk aufgrund von Absatzmangel in Fristen gelegt. Ab dem Jahr 1769 war das Bergwerk in Betrieb. Im Jahr 1770 baten die Gewerken das Bergamt, eine erneute Vermessung durchzuführen. Nach Auffassung der Gewerken war die erste Vermessung aus dem Jahre 1739 zu ungenau gewesen, sodass sie die Grenzen ihrer Berechtsame nicht genau festlegen könnten. Das Bergamt gab dem Berggeschworenen Heintzmann den Auftrag, das vermessene Feld zu revidieren und zu verlochsteinen. Am 8. September desselben Jahres befuhren die Berggeschworenen Heintzmann und Wünnenberg die Zeche Weselbank und vermaßen die sechs Maaßen auf dem Nordflügel erneut. Auch nach 1770 war das Bergwerk noch in Betrieb. Am 26. Februar des Jahres 1771 waren als Gewerken Johann Niederste Berghaus, Niederste Frielinghaus, Johann Henrich Niederste Frielinghaus, Johann Henrich Oberste Frielinghaus und Christian Kaessler in den Unterlagen vermerkt. Die Gewerken besaßen unterschiedlich hohe Anzahlen an Kuxen. Christian Vahlefeld war zugleich als Lehnsträger in den Unterlagen vermerkt. Die Rezessgelder wurden bezahlt. In 1775 war das Bergwerk noch in Betrieb, der Stollen wurde in Richtung der Burgruine Hardenstein betrieben. Im Jahr 1777 war das Bergwerk zeitweise außer Betrieb. Dennoch betrieben die Gewerken das Bergwerk ohne Schichtmeister und ohne Kerbstockführer weiter. Als dieser illegale Betrieb durch das Bergamt entdeckt worden war, mussten die Gewerken eine Strafe von fünf Reichstalern an die Knappschaftskasse zahlen.

### Die weiteren Jahre
Ab dem Jahr 1778 war das Bergwerk wieder in Betrieb. In den Jahren 1779 bis 1782 wurden die Kohlen nach Kleve transportiert, hierfür wurde der Wasserweg über die Ruhr nach Kleve genutzt. Da das Bergwerk keinen eigenen Wasserlösungsstollen besaß, wurde seitens des Bergamtes nach einer anderen Lösung gesucht. Im Jahr 1785 wurde gemeinsam mit der Zeche Vereinigte Reiger ein tonnlägiger Schacht geteuft, der den Namen Schacht 3 erhielt. In diesem Schacht wurde das anfallende Grubenwasser von Weselbank mittels Tonnen nach Über Tage gefördert. Um das Jahr 1790 war die Zeche Weselbank unter Tage mit den Nachbarbergwerken Reiger und Carthäuserloch durchschlägig. Dadurch hatte die Zeche nun eine bessere Bewetterung in ihren Grubenbauen. Im Jahr 1803 wurde gemeinsam mit den Zechen Carthäuserloch, Vereinigte Reiger, Morgenstern ins Westen und Morgenstern ins Osten begonnen, den Vereinigungsstollen aufzufahren. Ab demselben Jahr warf das Bergwerk keine Ausbeute mehr ab. Die erforderlichen Zubußen wurden durch den Schichtmeister bei den Gewerken eingesammelt. Ab dem Jahr 1810 wurde ein Schiebeweg zur Kohlenniederlage an der Ruhr betrieben. Dieser Schiebeweg hatte eine Länge von 240 Lachtern. Im Dezember des Jahres 1830 war der Abbau beendet, aus diesem Grund wurde das Bergwerk stillgelegt. Da die Gewerken des Bergwerks das Rezessgeld nicht mehr zahlten, fiel das Grubenfeld am 22. August des Jahres 1840 ins Bergfreie. Einige Zeit später wurde das Feld von der Zeche Vereinigte Hardenstein übernommen.

## Förderung und Belegschaft
Die ersten Förderzahlen stammen aus dem Jahr 1791, es wurde eine Förderung von 49.791 Ringel Steinkohle erbracht. Im Jahr 1816 wurde eine Förderung von 38.722 Ringel Steinkohle erbracht. Die letzten bekannten Förderzahlen des Bergwerks stammen aus dem Jahr 1828, es wurde eine Förderung von 2416 Tonnen Steinkohle erbracht.